# Danutė Budreikaitė
Danutė Budreikaitė (n. 16 mai 1953 la Vilnius) este o politiciană lituaniană, membru al Parlamentului European în perioada 2004-2009 din partea Lituaniei.
1. ↑  Deputații în Parlamentul European